# Ignatios 1. af Konstantinopel
Ignatios (græsk: Ιγνάτιος, født omtrent 790, død 877) var patriark i Konstantinopel, søn af kejser Michael I.
Kejser Leo V Armeneren gildede ham og spærrede ham inde i et kloster, men 847 blev han patriark af Konstantinopel og bekæmpede som sådan hoffets forfærdelige ryggesløshed. Hofpartiet fik ham afsat og Fotios indsat i hans sted (858). Der opstod i den anledning en spaltning; hoffet appellerede til pave Nikolaus I, men denne tog parti for Ignatios. På et kirkemøde 866 lod Fotios ikke alene Ignatios, men også paven afsætte. I 867 indsatte den nye kejser, Basilios I, atter Ignatios som patriark, og som sådan døde han.